# Моногаровский сельсовет
Моногаровский сельсовет — упразднённая административно-территориальная единица, существовавшая на территории Московской губернии и Московской области до 1939 года.
Моногаровский сельсовет был образован в первые годы советской власти. По данным 1923 года он входил в состав Спас-Журавенской волости Каширского уезда Московской губернии.
В 1924 году к Моногаровскому с/с был присоединён Даровской с/с.
4 декабря 1924 года Спас-Журавенская волость была переименована в Достоевскую волость.
По данным 1926 года Моногаровский с/с включал сёла Моногарово-1 и Моногарово-2, деревни Даровое и Черемошня, а также 2 хутора.
В 1929 году Моногаровский с/с был отнесён к Зарайскому району Коломенского округа Московской области.
17 июля 1939 года Моногаровский с/с был упразднён, а его селения (Даровое и Моногарово) переданы в Пяткинский сельсовет.